# 赫納蒂夫卡 (基洛夫格勒州)
48°16′17″N 31°11′12″E / 48.27139°N 31.18667°E
赫納蒂夫卡（羅馬化：Hnativka）是烏克蘭中部的村莊，隸屬基洛夫格勒州的新烏克蘭卡區。該村始建於1870年，面積1.78平方公里，海拔高度152米，2001年人口598，人口密度每平方公里336.1人。